# Cantó d'Albi-Centre
El cantó d'Albi-Centre és un cantó francès del departament del Tarn, a la regió d'Occitània. Està situat al districte d'Albi i compta només amb una part del municipi d'Albi.

## Història
| Data d'elecció                           | Identitat         | Partit | Qualitat |
| ---------------------------------------- | ----------------- | ------ | -------- |
| 1985-1998                                | Pierre Nespoulous | UDF    |          |
| 1998-                                    | Serge Garcia      | PS     |          |
| les dades anteriors no són pas conegudes |                   |        |          |
|                                          |                   |        |          |

## Demografia
| 1962 | 1968 | 1975 | 1982 | 1990 | 1999   | 2006   |
| ---- | ---- | ---- | ---- | ---- | ------ | ------ |
| -    | -    | -    | -    | -    | 11.772 | 11.930 |